# Ellhausen
Ellhausen ist ein Stadtteil von Lohmar im Rhein-Sieg-Kreis in Nordrhein-Westfalen.

## Geographie
Ellhausen liegt im südlichen Teil Lohmars. Umliegende Ortschaften sind Naaferberg im Norden, Grimberg im Nordosten, Kreuzhäuschen, Geber und Breidt im Südosten, Salgert und Gebermühle im Süden, Halberg, Donrath und Weegen im Südwesten, Höngen im Westen sowie Ungertz im Nordwesten.
Westlich von Ellhausen entspringt der Ellhauser Bach, ein orographisch linker Nebenfluss der Agger. Nördlich von Ellhausen entspringt der Bönnerbach, orographisch linker Nebenfluss des Naafbachs.

## Geschichte
Bis zum 1. August 1969 gehörte der Ort zu der bis dahin eigenständigen Gemeinde Halberg.

## Verkehr
Ellhausen liegt an der Kreisstraße 37. Der öffentliche Personennahverkehr wird durch das Anruf-Sammeltaxi (AST) ergänzt. Ellhausen gehört zum Tarifgebiet des Verkehrsverbund Rhein-Sieg (VRS).